# El Greco
Doménikos Theotokópoulos známý jako El Greco (španělsky Řek) (asi 1541 – 7. dubna 1614, Toledo) byl malíř řeckého původu, známý jako hlavní představitel španělského pozdního manýrismu a počínajícího baroka. Jako významný inovátor byl objeven uměleckou veřejností až koncem 19. století. Jeho dílo bylo jednou z inspirací pro malíře 20. století, zejména Pabla Picassa.

## Životopis

### Mládí
Moderní literatura se shoduje na tom, že se El Greco narodil v Candii, dnešním Heráklionu na Krétě.
 Ostrov v té době patřil Benátské republice. O malířově mládí existuje jen minimálně informací. Rok narození se odvozuje pouze z dokumentu vzniklém v roce 1606, kdy El Greco tvrdil, že mu je 65 let. Jeho otec Georgios Theotokopoulos byl výběrčím daní a obchodníkem, obchodu se věnoval i starší bratr Manoussos. O matce není známo nic. Před svým odchodem z Kréty byl Theotokópulos malíř ikon. V letech 1563 a 1566 se o něm v písemnostech hovoří jako o „mistrovi“, což předpokládá členství v malířském cechu. Školení získal zřejmě v některé z malířských škol, která se specializovala na produkci ikon a obrazů s náboženskou tematikou, jež byly ve východním Středomoří i v Benátkách žádané. V těchto dílnách se počátkem 16. století mísily západní a východní umělecké vlivy. Na Krétě byl El Greco rovněž ženatý, o jeho manželce ale není nic známo.

### Pobyt v Benátkách a v Římě

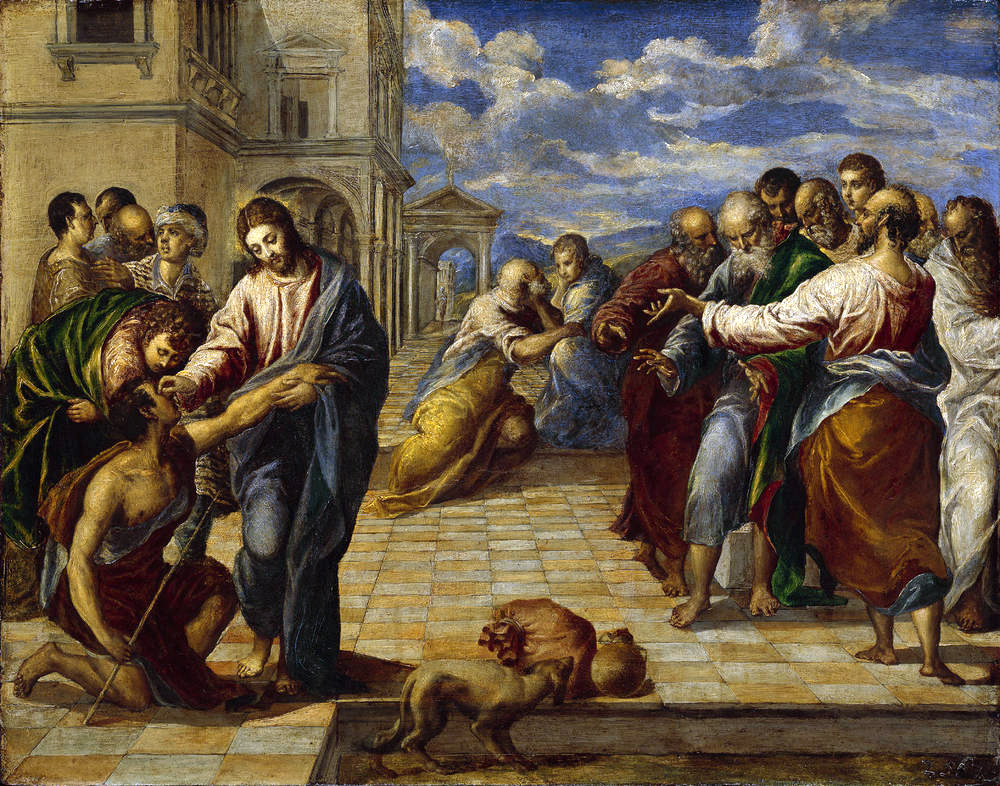
Kristus uzdravuje slepce, asi 1567

Datum příchodu El Greca do Benátek nelze přesně určit. Pravděpodobně se tak stalo v létě 1567. V srpnu 1568 je jeho pobyt ve městě na laguně doložený i písemně. Tehdy poslal z Benátek do rodné Candie svému učiteli, kartografu Siderisovi soubor map. V Benátkách ho velmi ovlivnily Tizianovy obrazy; není vyloučené, že dokonce po nějakou dobu pracoval v jeho dílně. Za práci z jeho benátského období bývá považován obraz Kristus uzdravuje slepce, vystavený v Galerii starých mistrů v Drážďanech. Malba prokazuje, že si El Greco osvojil jak Tizianovo zacházení s barvami, tak pojetí figurální kompozice prostorové hloubky dalšího benátského malíře Tintoretta.
Po dvouletém pobytu v Benátkách odešel El Greco roku 1570 do Říma. Jeho přítel, malíř miniatur Giulio Clovio, ho doporučil svému patronovi, vlivnému kardinálovi Alessandru Farnese. Ten mu poskytl nejen ubytování ve svém paláci, ale zařídil mu i některé zakázky. Během šesti let, která El Greco v Římě prožil, načerpal pro svou tvorbu další inspiraci a poučení. Přímý vliv Michelangelova sochařského díla, pokud jde o modelaci postav, je patrný na obrazech Piety (asi 1570–1572) a Vyhnání kupců z chrámu (1570–1575). Studium římské architektury také posílilo homogennost kompozice jeho prací. V paláci Farnese malíř poznal humanistu a knihovníka Fulvia Orsiniho a duchovního Luise de Castilla, kteří se stali jeho blízkými přáteli. V roce 1572 se El Greco stal členem profesního sdružení římských malířů, cechu svatého Lukáše. Opustil palác Farnese a otevřel si vlastní dílnu.

### Odchod do Španělska

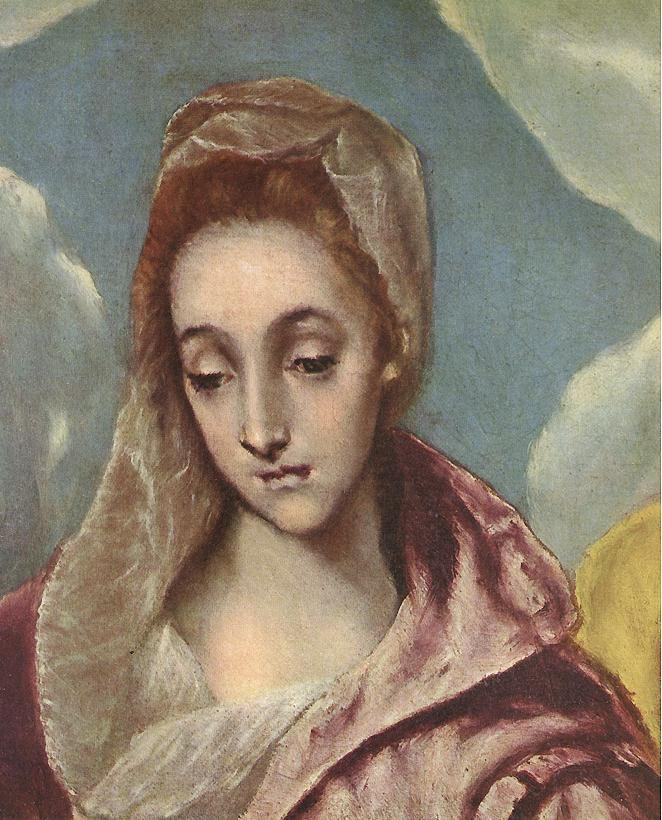
Tvář Panny Marie z obrazu Svatá rodina se sv. Annou, mezi 1587–1597

Důvody, které v roce 1576 El Greca vedly k opuštění Říma, nejsou jasné. Malířův současník Giulio Mancini napsal, že El Grecovo postavení v Římě bylo neudržitelné poté, co nabídl papeži Piovi V., že přemaluje Michelangelův Poslední soud v Sixtinské kapli. Prudérnímu papeži měla vadit nahota vyobrazených postav. Řekův návrh ale měl vzbudit mezi místními malíři nevoli, a jeho postavení v Římě bylo neudržitelné. Možné je ale také, že za odchodem byl nedostatek zakázek a naděje na prosazení se ve Španělsku. V Římě tehdy žila početná španělská komunita spjatá s katedrálou v Toledu, z níž mohl přijít podnět ke stěhování.
Koncem roku 1576 odjel El Greco z Říma a po krátkém pobytu na Maltě dorazil na jaře příštího roku do Toleda. Hned v roce 1577 získal několik zakázek. Přičiněním Diega de Castilly, otce jeho římského přítele Luise, obdržel dvě. První z nich byla malířská výzdoba hlavního a dvou postranních oltářů včetně návrhu na jejich sochařské provedení pro toledský klášterní kostel Santo Domingo el Antiguo. Hlavním oltářním obrazem je Nanebevzetí Panny Marie, který je z hlediska vývoje El Grecova stylu přelomový. Malíř ustupuje od Tizianova koloristického pojetí. Používá zelenavé odstíny inkarnátu, které se, spolu s proporčním protažením figur, stanou jeho poznávacím znamením. Druhou Castillem zprostředkovanou zakázkou byl obraz pro toledskou katedrálu Kristus svlékán z roucha. Kanovníci, kteří malíři vyplatili zálohu, však měli k jeho provedení výhrady a odmítli doplatit zbytek sjednané ceny. Spor musel vyřešit soud, který stanovil kompromisní částku. El Greco se rovněž chtěl podílet na nástěnných malbách, které měly vyzdobit nové královské sídlo El Escorial. Pro krále Filipa II. vytvořil mezi roky 1577–1579 obraz Adorace jména Ježíš, který bývá také nazývaný Sen Filipa II., Alegorie bitvy u Lepanta, případně Alegorie Svaté ligy (kvůli zobrazení Filipa II., papeže a benátského dóžete v dolní části obrazu). Král sice obraz přijal a zaplatil, El Grecův malířský jazyk však nepřijal za svůj a výzdoba Escorialu proběhla bez účasti řeckého malíře.
Roku 1578 se El Grecovi narodil syn Jorge Manuel († 1631). Jeho matkou byla Jerónima de las Cuevas. Bližší údaje o ní nejsou známé. Jméno naznačuje, že byla šlechtického původu. Neví se ani, zda rodiče Jorge Manuela byli oddáni. Není vyloučené, že Jerónima zemřela při porodu. Jorge Manuel se školil v otcově dílně a na její produkci se podílel nejméně od roku 1597. V roce 1603, po odchodu dlouholetého El Grecova spolupracovníka Francesca Prevosta, převzal její vedení. Jorge Manuel si zcela osvojil styl svého otce, takže není vždy zřejmé, jaký je jeho podíl na pozdních El Grecových obrazech. Jorge Manuel se po otcově smrti v Toledu prosadil rovněž jako architekt.

### Slavným malířem ve Španělsku

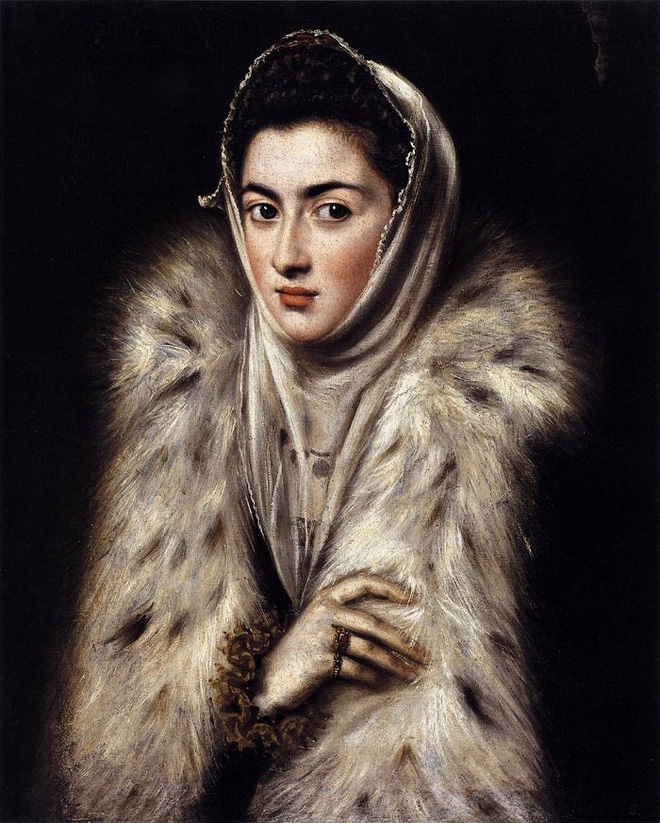
Dáma s kožišinovým límcem, pozdní 70. léta. Autorem obrazu je buď El Greco, nebo Sofonisba Anguissola

Vzrůstající pověst El Grecova malířského umění přiměla Filipa II., že si u něj roku 1580 objednal obraz Umučení svatého Mořice, který měl být umístěn v jedné z kaplí v Escorialu. Obraz byl dokončený a odevzdaný v roce 1582, ale měl stejný osud jako Adorace jména Ježíš. Král ho přijal a zaplatil, vytvořením obrazu však pověřil jiného malíře. El Grecova interpretace náboženských témat, volba šedých barev a znázornění postav neodpovídaly představám královského dvora. Dalším důvodem mohlo být, že na vkus Filipa II. působila El Grecova plátna příliš emočně. V budoucnu už El Greco žádnou zakázku od královského dvora neobdržel.
V roce 1585 si El Greco najal tři apartmány včetně prostorného „královského“ v paláci (dnes již neexistujícím) markýze de Villeny v bývalé toledské židovské čtvrti. Malíř vedl nákladný život – např. ke stolování mu hrávala kapela –, což ho často přivádělo do finančních potíží. V tomto domě žil do roku 1590 a pak od roku 1604 až do smrti. Hostil zde příslušníky toledské správní a intelektuální elity, mj. básníka a dramatika Luise de Góngoru nebo dalšího literáta, Hortensia Félixe Paravicina, kterého portrétoval.

#### Obraz Pohřeb hraběte Orgaze

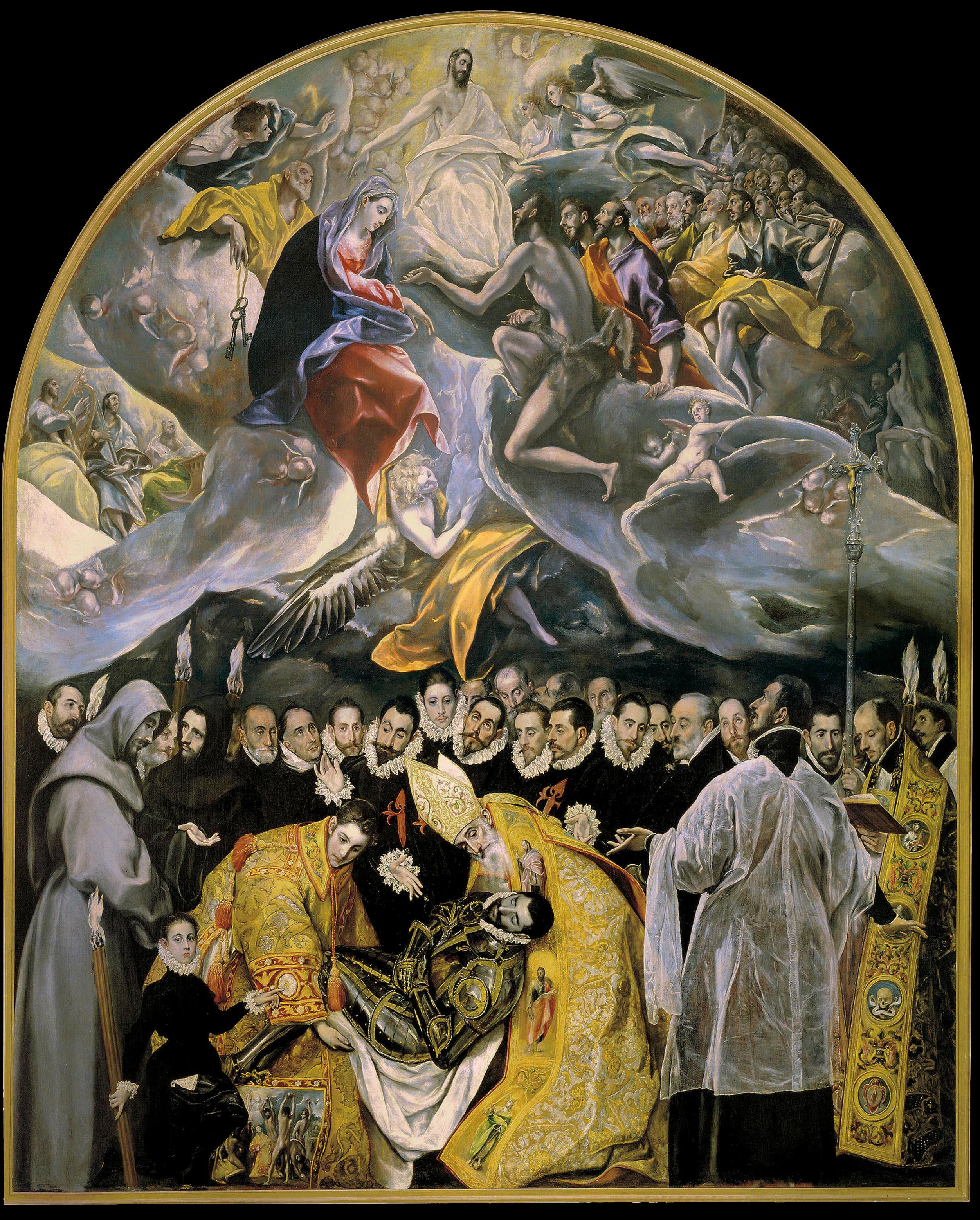
Pohřeb hraběte Orgaze, 1586–1588

V roce 1586 si kněz Andrés Nuñez de Madrid od kostela svatého Tomáše, do jehož farnosti El Greco bydlištěm příslušel, u malíře objednal obraz Pohřeb hraběte Orgaze. Když hrabě Gonzalo de Ruiz z Orgazu v roce 1327 umíral, odkázal kostelu roční rentu, kterou mělo z jeho majetku vyplácet město Toledo. Podle legendy při jeho pohřbu sestoupili z nebes svatí Štěpán a Augustin a uložili jeho tělo do hrobu. El Greco na tento námět vytvořil obraz, který patří k jeho nejznámějším. Dílo má monumentální rozměry: 480 × 360 cm. Je stále na svém původním místě v kostele, přímo nad hrobem hraběte. Kompozičně je rozděleno do dvou částí. Horní, pojatá ve stylu pozdního manýrismu, znázorňuje anděla, nesoucího duši hraběte v podobě dítěte do nebes. Zde je očekáván Kristem, obklopeným zástupem svatých, jako přímluvci jsou zobrazení Panna Maria a svatý Jan Křtitel. Námětem dolní části, vědomě navazující na El Grecovy benátské vzory, je ukládání hraběte, oděného do slavnostní zbroje, do hrobu. Oba světci, oblečeni do zlacených brokátových rouch, jsou obklopeni skupinou mužů, toledských současníků. V tomto ohledu se jedná o skupinový portrét. Nepochybně je zde vyobrazen El Grecův syn Jorge Manuel, který v levé dolní části obrazu gestem ukazuje na zázračnou přítomnost obou světců. Kněz vpravo, čtoucí rekviem, je zřejmě objednatel obrazu, Nuñez de Madrid. Vysoký šedovlasý muž v pravé části účastníků pohřbu je Antonio de Covarrubias, El Grecův blízký přítel a jeden z nejvzdělanějších mužů v tehdejším Španělsku. Podobizna muže nad hlavou svatého Štěpána, hledícího do očí divákovi, je považována za malířův autoportrét.
Obraz už nese všechny rysy El Grecova vyzrálého stylu: prodloužení postav, expresivitu a hlubokou spiritualitu. Mystická atmosféra jeho pláten byla vyvolána mj. četbou španělských mystiků: svaté Terezie z Ávily a svatého Jana od Kříže. Mnoho hodin před obrazem pln obdivu strávil Pablo Picasso.

### Zralá a pozdní tvorba

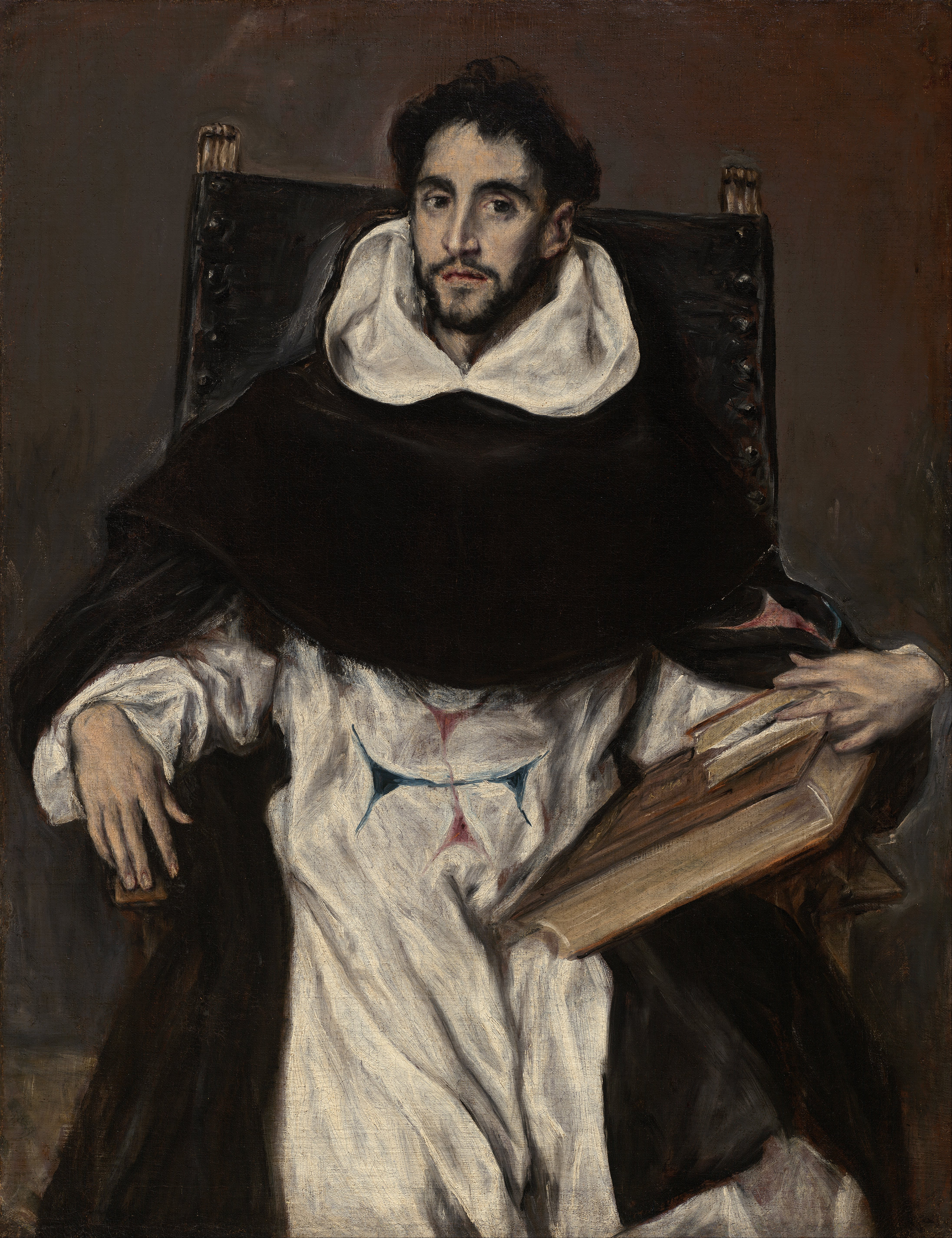
Páter Hortensio Félix Paravicino, asi 1609

Toledo se pro El Greca stalo druhým domovem. Mimo jiné to dokumentují i dva pohledy na město. První z nich vznikl mezi roky 1597–1599 a více než popis města má být jeho symbolickou oslavou. Druhý z nich (1610–1614) je podrobnější, Toledo je zde prezentováno jako paralela k Nebeskému Jeruzalému. Pohled na Toledo tvoří pozadí i několika El Grecových obrazů, např. Svatý Josef a dítě Ježíš nebo Láokoón.
V letech 1596–1600 pracoval El Greco na retáblu augustiniánský klášter Real Monasterio de la Encarnaciónv Madridu. Zakázka byla ohodnocena částkou 6000 dukátů, nejvyšší, jakou kdy malíř obdržel. V roce 1600 se El Greco pokusil získat významného patrona, Velkého inkvizitora Fernando Niño de Guevaru. Jeho portrét patří k El Grecovým nejznámějším – pověstné jsou brýle, s nimiž se inkvizitor nechal zpodobnit.
Od 90. let vycházely z El Grecovy dílny jedna zakázka za druhou. Dnem 9. listopadu 1597 je datována smlouva, kterou byl El Greco pověřen výzdobou toledské kaple svatého Josefa. V letech 1603–1607 byla El Grecova dílna zaměstnána výzdobou špitálního kostela v Illescasu. Jednalo se o čtyři oltářní obrazy: Panna Maria Ochranitelka, Zvěstování, Korunování Panny Marie a Narození Páně. Součástí smlouvy byla kromě toho výzdoba klenby a stěn kaple, stavba, zlacení a polychromie pěti oltářů. Podle tehdejší praxe se cena díla stanovovala po jeho dokončení. Investor a dílna se však na výši odměny nebyli schopni dohodnout. Jedním z argumentů zástupců církve bylo, že Panna Maria bere na obraze pod svou ochranu nikoliv chudé, nýbrž bohaté měšťany a šlechtice. El Greco nakonec obdržel o více než polovinu menší částku, než kterou požadoval. Ocitl se proto ve finančních potížích. V době, kdy dílna pracovala na zakázce pro Illescas, v ní působil Luis Tristán, po El Grecově smrti nejvýznamnější toledský malíř.

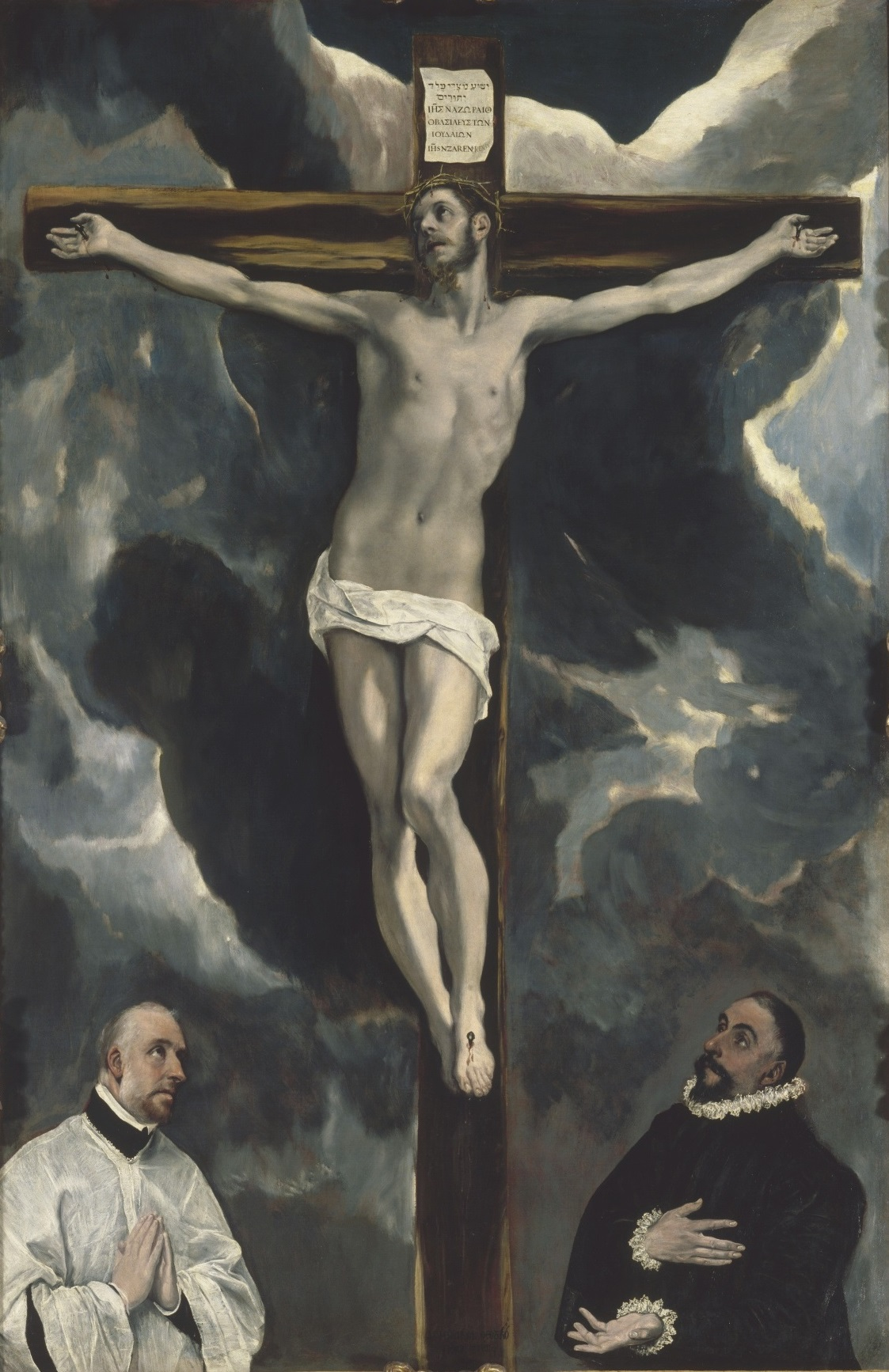
Ukřižování se dvěma donátory, kolem 1580

 Poslední velkou zakázkou pro El Greca bylo vytvoření hlavního a dvou postranních oltářů včetně malířské a sochařské výzdoby pro špitál sv. Jana Křtitele v Toledu. Smlouva byla uzavřena v roce 1608, v době malířovy smrti však nebyla zcela dokončena. Hotovy byly obrazy na hlavní oltář: Pátá pečeť z apokalypsy, Zvěstování a Křest Kristův. Mezi díla, vzniklá v posledních letech před El Grecovou smrtí, se řadí rovněž Klanění pastýřů a Láokoón, oba z let 1610–1614.
V roce 1611 El Greca navštívil Francisco Pacheco, učitel a zároveň tchán Velázqueze. Ve svém spisu Umění malířství, vydaném posmrtně v roce 1649, poskytl cenné informace o metodě malířovy tvorby a jeho názorech na umění. Namaloval také jeho portrét, který se nedochoval.
El Greco zemřel v Toledu 7. dubna 1614 při práci pro špitální kostel sv. Jana Křtitele. Pohřbený byl nejprve v místním dominikánském klášteře, kvůli neshodám s konventem byly jeho ostatky přeneseny o pět let později do kostela San Torcuato. Když byl v 19. století zbořen, zanikl i hrob tehdy zapomenutého malíře. El Grecův syn Jorge Manuel pořídil po otcově smrti inventář jeho pozůstalosti. Zahrnoval mj. 143 obrazů, 45 sádrových a hliněných modelů, 130 řeckých, španělských a italských knih a 200 grafických listů. Jorge Manuel zemřel v roce 1631, jeho jediný syn Gabriel Morales vstoupil roku 1622 do augustiniánského kláštera.

### El Grecův odkaz
Ačkoliv byl El Greco přímým předchůdcem barokní malby, ve 2. polovině 17. a v 18. století byl postupně zapomenut. Až v polovině 19. století se o něj zajímali francouzští literáti Théophile Gautier a Charles Baudelaire i malíři, mj. Eugène Delacroix a Jean-François Millet. Ve Španělsku to byl hlavně baskický impresionistický malíř Ignacio Zuloaga, který připravil půdu pro znovuobjevení El Grecova díla. Na počátku 20. století ovlivnil El Greco mnoho avantgardních malířů. Byl to zejména Picasso, který byl fascinovaný dílem umělce z Kréty. Obraz Evokace – pohřeb Casagermase z roku 1901, který stojí na počátku Picassovy modré periody, měl přímý vzor v El Grecově Pohřbu hraběte Orgaze. Dokonce i na slavných Avignonských slečnách nalezneme několik motivů, převzatých z El Grecovy Páté pečeti z apokalypsy. K El Grecovi se hlásili i němečtí expresionisté. Obdiv k řeckému malíři vyjádřil v úvodu almanachu Der Blaue Reiter Franz Marc.
El Grecův obraz Klanění pastýřů, který vznikl někdy v letech 1605–1610 a je v majetku Metropolitního muzea umění v New Yorku, byl v roce 2016 vystaven v Olomouci. Jednalo se o výměnu za zápůjčku Tizianova obrazu Apollo a Marsyas. Ve sbírkách Národní galerie v Praze je El Grecův obraz Modlící se Kristus z doby kolem roku 1590. Je to jediné malířovo dílo na území České republiky.

## Dílo

### Výběr obrazů
- asi 1570–1575, Kristus uzdravuje slepce, Galleria Nazionale, Parma
- 1570–1572, Portrét Giulia Clovia, Muzeum a národní galerie Capodimonte, Neapol
- 1575, Zvěstování, Muzeum Thyssenů-Bornemiszů, Madrid
- 1575, Portrét Vincenza Anastagiho, Frick Collection, New York
- 1575–1576, Portrét architekta Andrea Palladia, Statens Museum for Kunst, Kodaň
- 1580–1586, Portrét šlechtice s rukou na hrudi, Musée Bonnat, Bayonne
- kolem 1588, Portrét Rodriga de la Fuente, Museo del Prado, Madrid
- 1592, Korunovace Panny Marie Archivováno 1. 6. 2015 na Wayback Machine., Museo del Prado, Madrid
- pozdní 90. léta, Zmrtvýchvstání, Museo del Prado, Madrid
- 1597–1599, Sv. Martin a žebrák Archivováno 7. 3. 2016 na Wayback Machine., Národní galerie ve Washingtonu
- 1597–1599, Panna s dítětem a sv. Martinou a sv. Agnes  Archivováno 23. 9. 2015 na Wayback Machine., Národní galerie ve Washingtonu
- asi 1600, Portrét kardinála Fernanda Nina de Guevary Archivováno 4. 3. 2016 na Wayback Machine., Metropolitní muzeum umění, New York
- 1600–1602, Portrét Antonia de Covarrubiase Archivováno 6. 10. 2013 na Wayback Machine., Louvre, Paříž
- 1600–1605 Portrét malířova syna Jorge Manuela Theotokopoulose, Museo de Bellas Artes, Sevilla
- asi 1605–1610 Svatý Lukáš, katedrála v Toledu
- 1605–1610, Jeronimo de Cevallos Archivováno 7. 2. 2014 na Wayback Machine., Museo del Prado, Madrid
- 1608, Koncert andělů, National Gallery, Athény, Řecko
- asi 1610–1614, Veduta a plán Toleda, Museo del Greco, Madrid

## Galerie

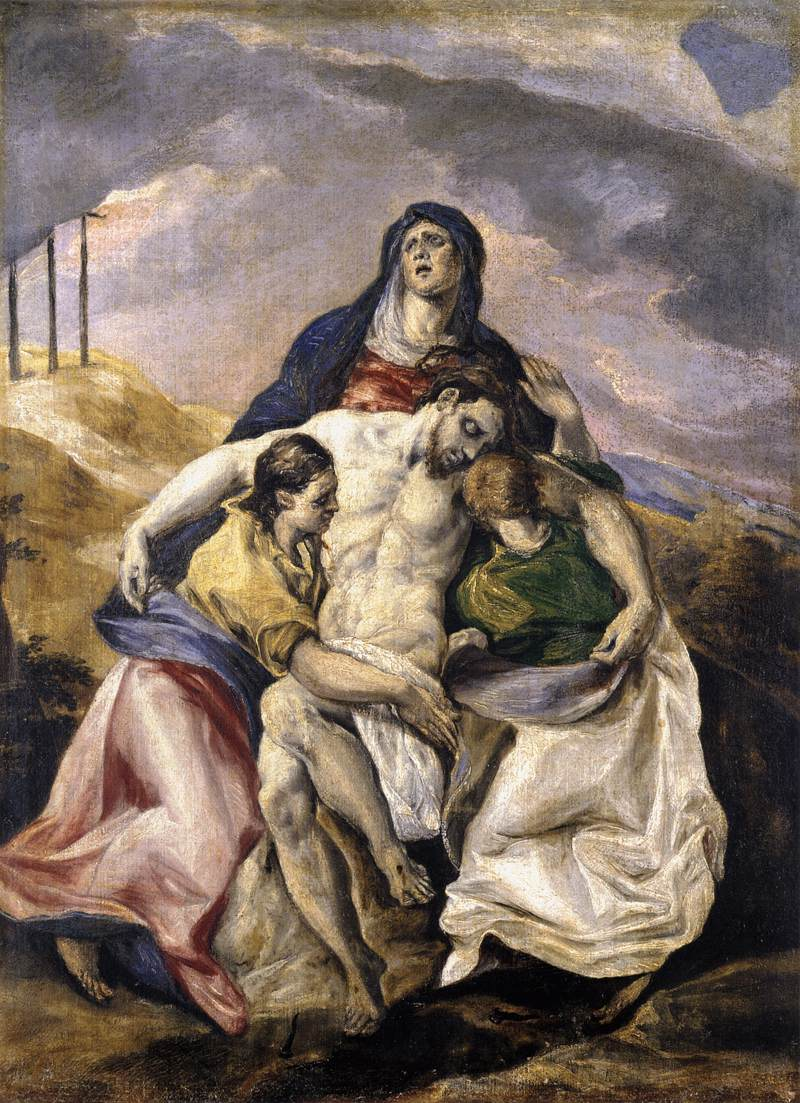
Pieta, počátek 70. let
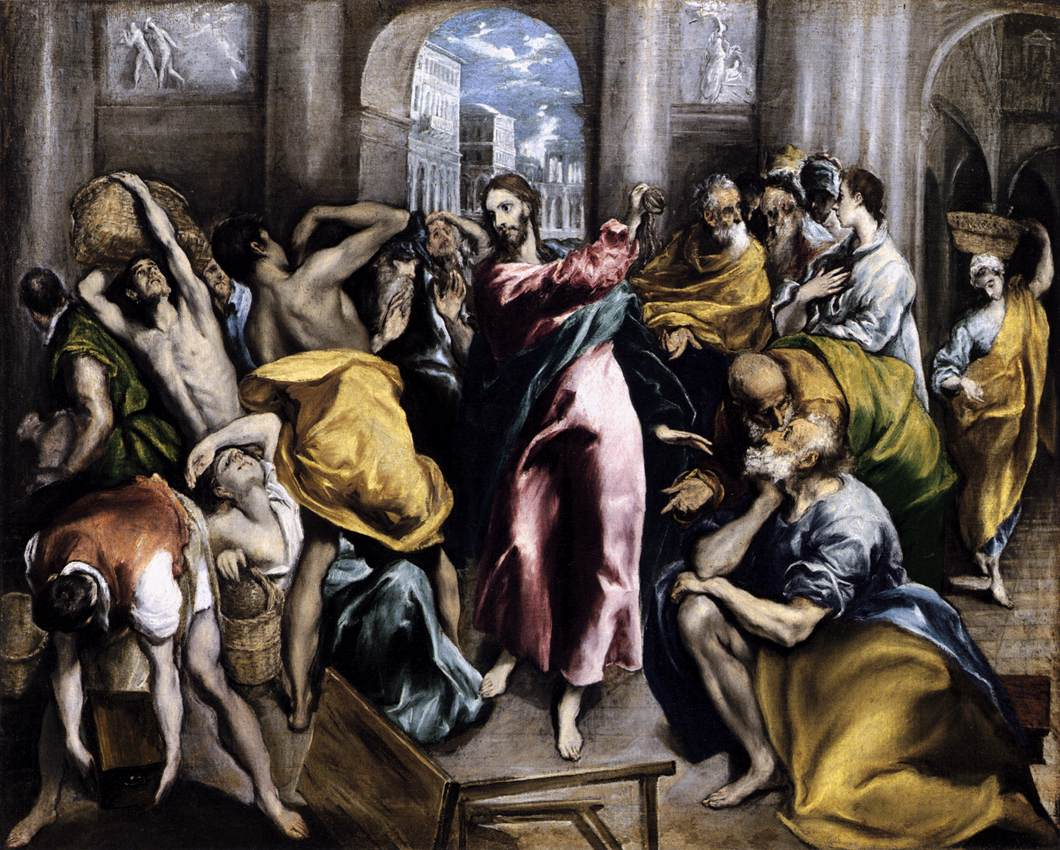
Vyhnání kupců z chrámu, 1570–1575
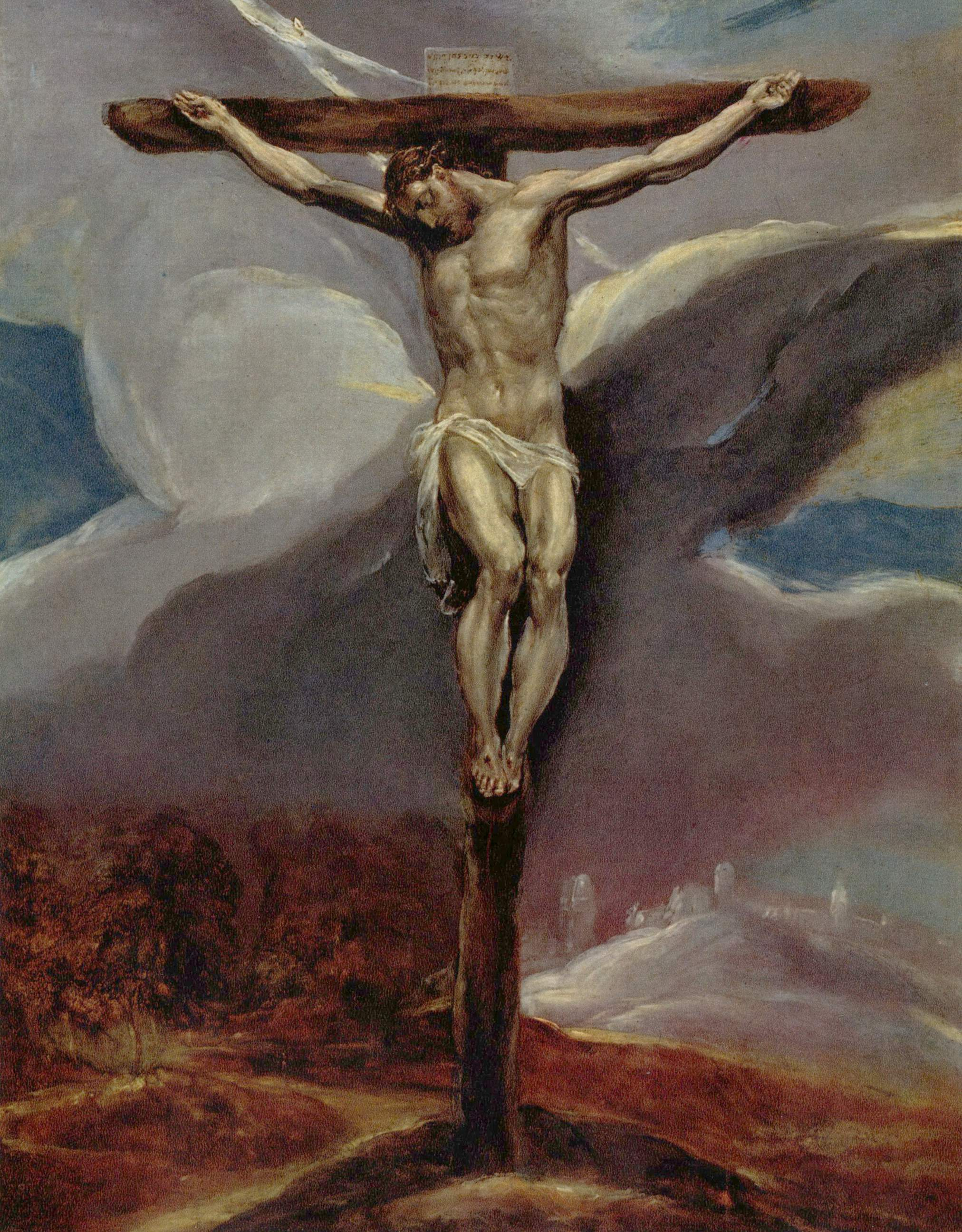
Ukřižování Krista, 1577–1579
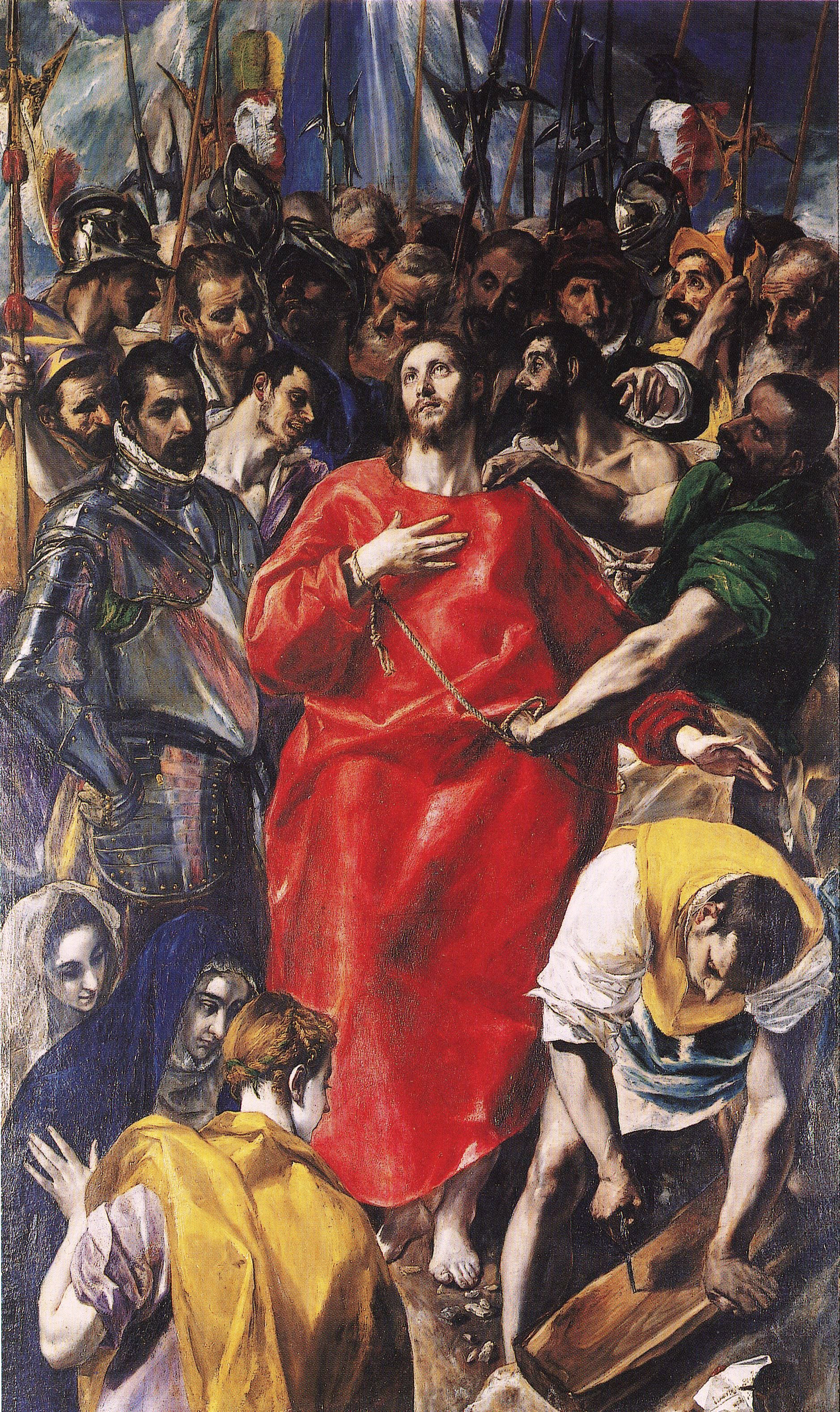
Kristus svlékán z roucha, 1577–1579
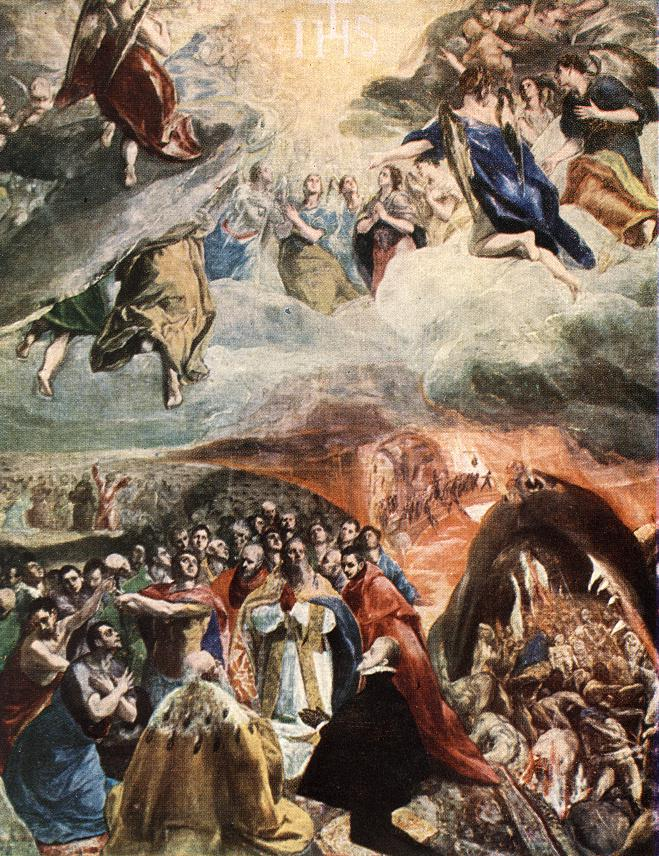
Adorace jména Ježíš, 1577–1579
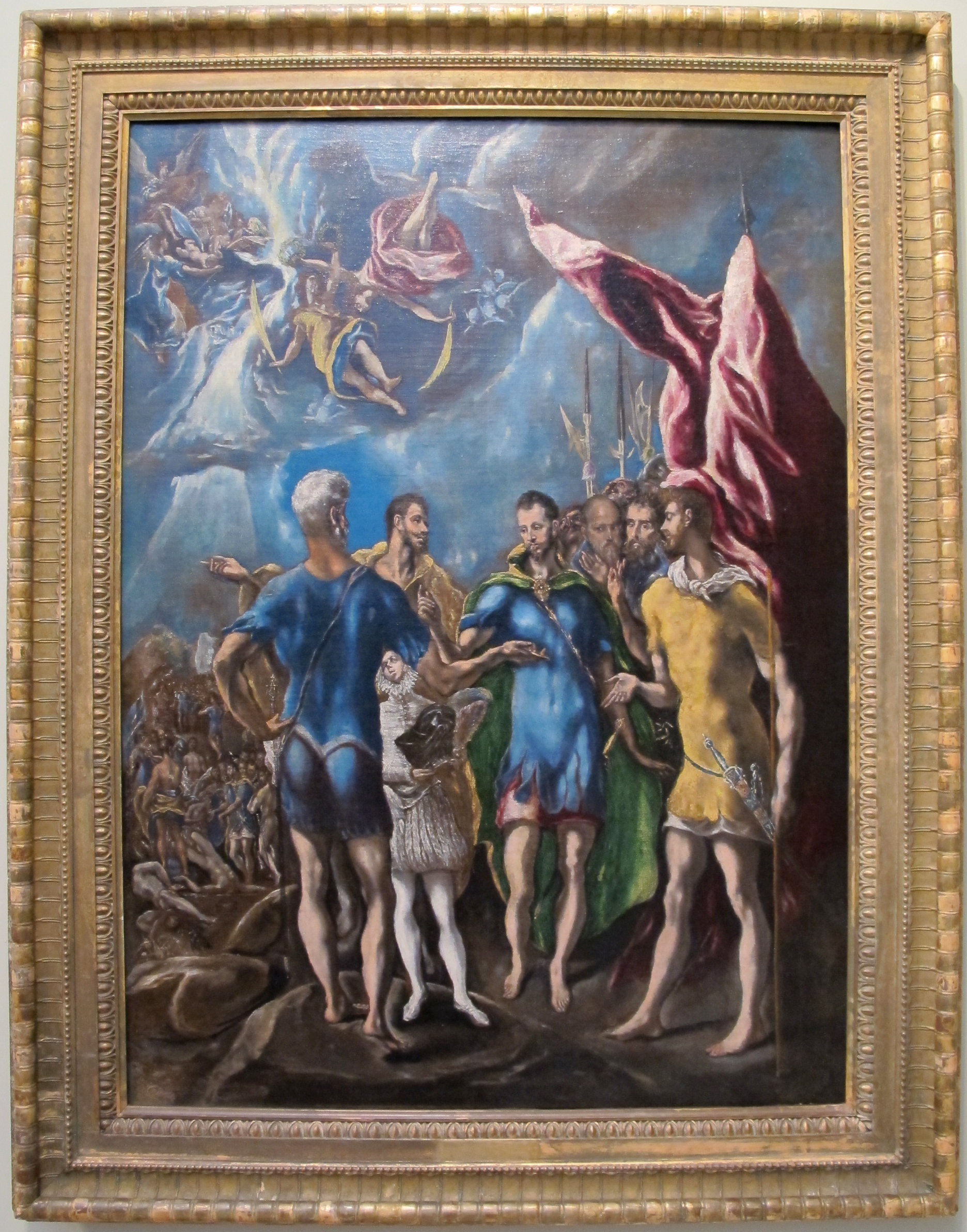
Umučení sv. Mořice, 1580–1582
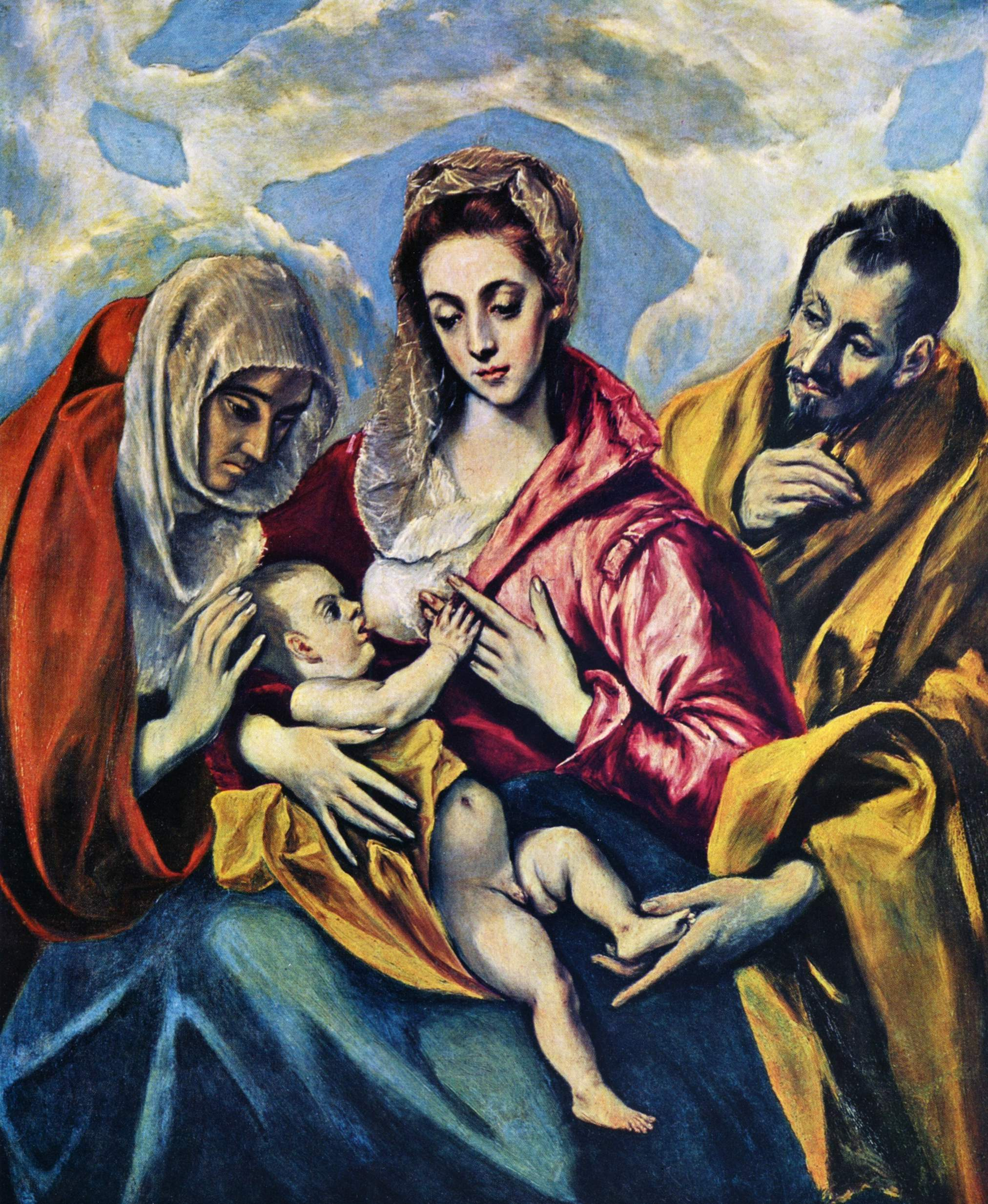
Svatá rodina, asi 1595–1596
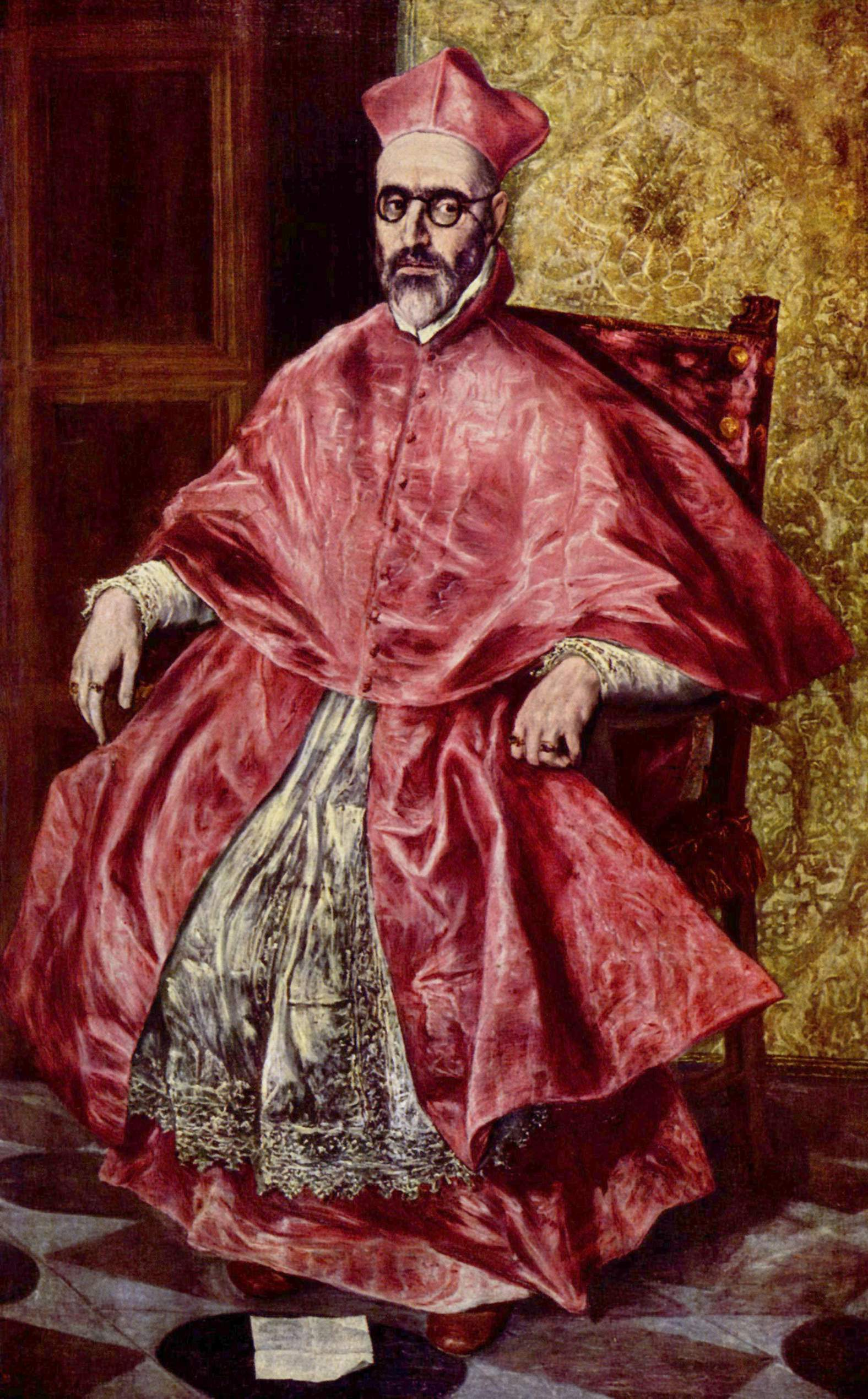
Portrét kardinála Fernanda Niño de Guevary, 1600–1604
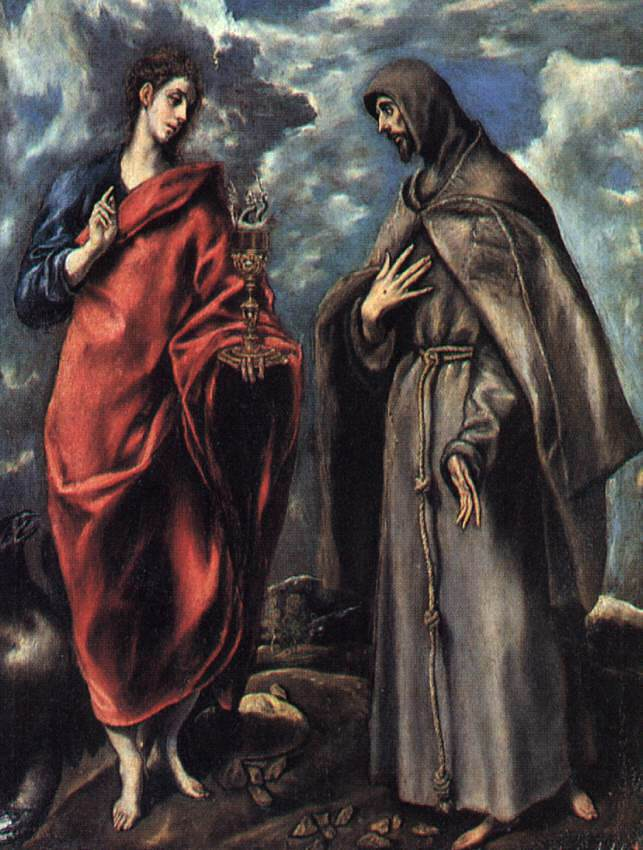
Svatý Jan Evangelista a svatý Jan Křtitel, 1603–1607
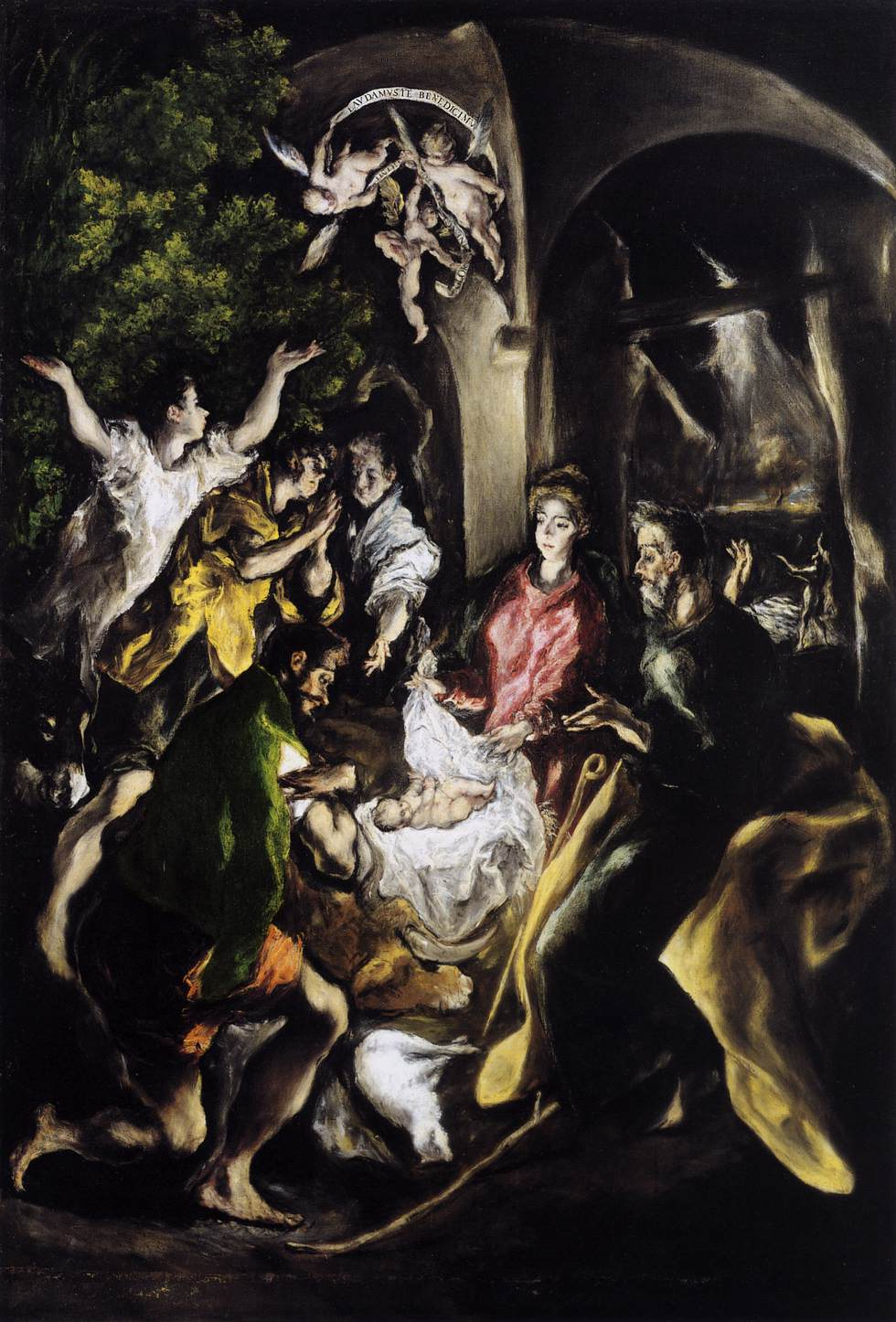
Klanění pastýřů, kolem 1610
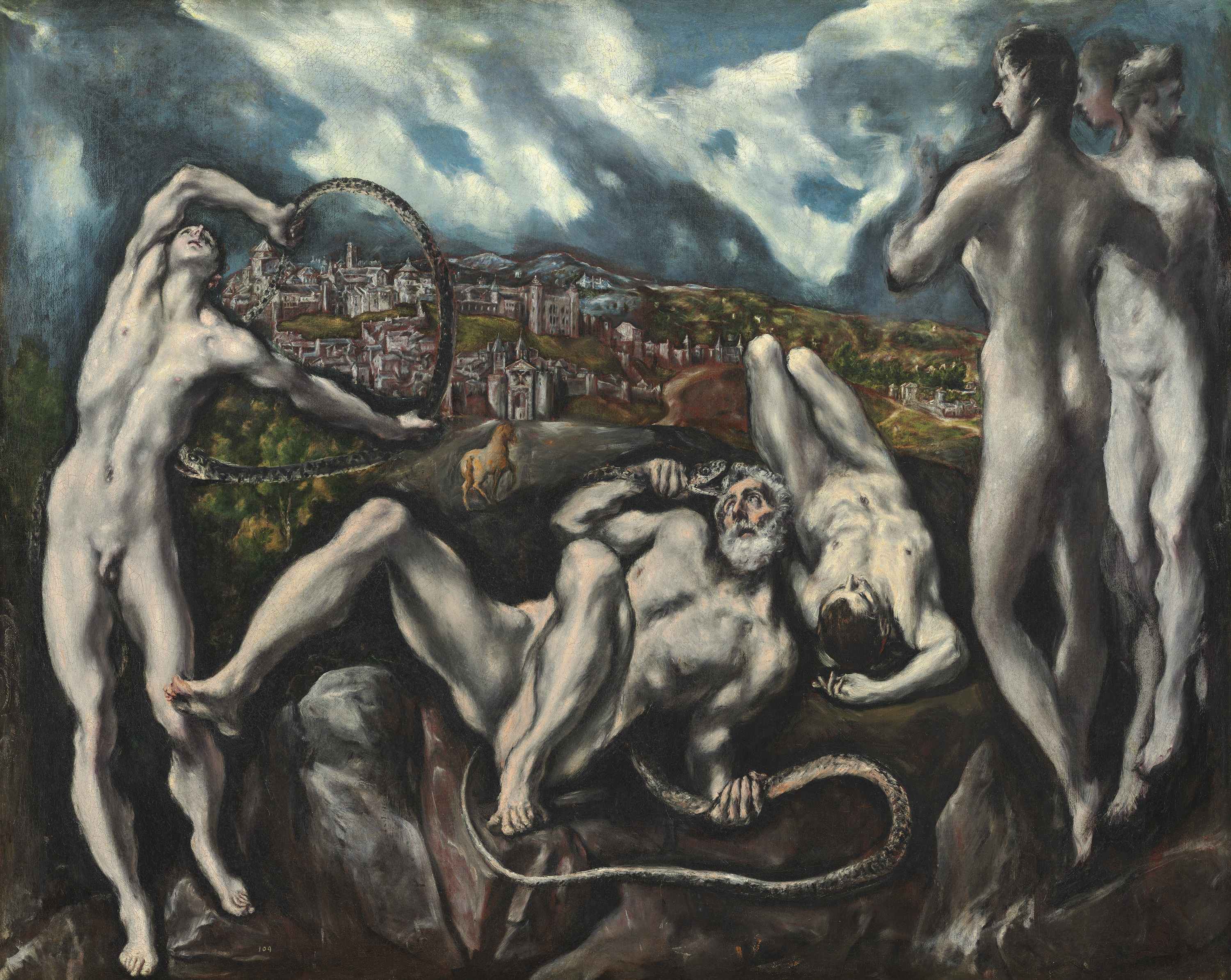
Láokoón, 1610–1614